# Tinodes belisus
Tinodes belisus là một loài Trichoptera trong họ Psychomyiidae. Chúng phân bố ở miền Tân bắc.